# 皆藤慎太郎
皆藤 慎太郎（かいどう しんたろう、1968年6月5日 - ）は、日本のフリーアナウンサー。浅井企画所属。

## プロフィール
- 茨城県立取手第二高等学校[2]、亜細亜大学[3]出身
- 身長179cm、血液型：O型
- 資格:普通自動車第一種免許、中型二輪免許
- 趣味、特技： 野球、スキー（2級程度）、音楽、ゴルフ
- テレビユー福島アナウンサー（1992年4月 - 1996年3月、同期には佐藤美奈子、外岡いつ美、丸山有希子）[1]。
- 浅井企画所属（1996年4月より現在）。並行してTBSスパークル（旧：キャスト・プラス）とも業務提携している。

## 出演番組

### テレビ
- はなまるマーケット はなまるアナ（TBS、1996年10月 - 2013年3月）
- はなまるマーケット殺人事件（TBS、2000年3月）
- しゃこいれ娘。（tvk、2005年4月 - 2007年3月、毎週日曜日22:45 - 22:50）
- ゴルファーズ倶楽部（ゴルフネットワーク）
- 投稿!特ホウ王国（日本テレビ）
- だんトツ!!平成キング（日本テレビ）
- ウルトラショップ（日本テレビ）
- 衝撃リポート!!世界の怪奇現象・大追跡スペシャルIII・IV（日本テレビ）
- 筋肉番付（TBS）
- ナイナイ・ニッポンが世界へ殴り込みSP!!（TBS）
- 学校へ行こう!（TBS）
- TOKIO!史上最大 ドッキリウォーズ（TBS）
- ガチンコ!（TBS）
- ラブセン!（TBS）
- スーパーフライデー「ビートたけし緊急SP“やってはいけない”」（TBS）
- タイノッチ（TBS）
- 炎の体育会TV（TBS）
- 禁断!ハダカの王様（テレビ朝日）
- 第24回鳥人間コンテスト選手権大会（読売テレビ）
- 高校野球東・西東京都大会中継（東京MX）

TUFアナウンサー時代の番組
- ニュースの森ふくしま（スポーツキャスター）
- パロパロ - 2013年9月に放送された「オールナイト復刻版」にて、メッセージと当時の逸話が披露された

### 映画
- シン・ゴジラ（2016年）[4]